# Desmiphora mulsa
Desmiphora mulsa là một loài bọ cánh cứng trong họ Cerambycidae.